# Кристине Лавант
Кристине Лавант (на немски: Christine Lavant) или Кристине Тонхаузер, както гласи истинското ѝ име, е австрийска поетеса, белетристка и художничка, родена в долината Лавант, Каринтия като девето дете на беден рудокопач.

## Биография и творчество
Лавант завършва само „народно училище“ и изкарва прехраната си като плетачка и тъкачка. Детството ѝ е белязано от недоимък и болести – почти ослепява, има нарушения в слуха и заболява от белодробна туберкулоза. На осемнадесетгодишна възраст за кратко престоява в психиатрична клиника.
В началото на Втората световна война Кристине Лавант се омъжва и след нови години на несгоди и лишения успява да публикува стихосбирката си „Несъвършена любов“  (1949), която веднага привлича вниманието с грубоватата си, но художествено силна образност, напомняща олтарна дърворезба. В 1954 г. поетесата е удостоена с престижната австрийска литературна награда „Георг Тракл“ (получава я и в 1964 г.).
И в следващите си стихосбирки – „Просяшка паничка“ (1956), „Вретено под луната“ (1959), „Слънчева птица“ (1960), „Крясък на паун“ (1962) и „Половината сърце“ (1967) – Лавант, дълбоко вярваща католичка, изповядва копнежа си по човечен и справедлив живот.

## Награди и отличия
- 1954: „Награда Георг Тракл“ за поезия
- 1956: „Австрийска държавна награда за литература“
- 1956: 2. Preis im Lyrik-Wettbewerb der Neuen Deutschen Hefte
- 1961: „Австрийска държавна награда за литература“
- 1961: Staatlicher Förderungspreis für Lyrik
- 1964: „Награда Георг Тракл“ за поезия
- 1964: „Награда Антон Вилдганс“
- 1970: „Голяма австрийска държавна награда за литература“

В чест на поетесата град Волфсберг учредява през 1993 г. международната награда за лирика „Кристине Лавант“.